# Droga wojewódzka 445
Die Droga wojewódzka 445 (DW 445) ist eine 14 Kilometer lange Droga wojewódzka (Woiwodschaftsstraße) in der polnischen Woiwodschaft Großpolen, die Ostrów Wielkopolski mit Odolanów verbindet. Die Strecke liegt im Powiat Ostrowski.

## Streckenverlauf
Woiwodschaft Großpolen, Powiat Ostrowski
-  Ostrów Wielkopolski (Ostrowo) (S 11, DK 11, DK 25, DK 36)
- Topola Mała
- Gorzyce Małe (Klein Bittersdorf)
- Tarchały Wielki (Tarchenfeld)
-  Odolanów (Adelnau) (DW 444)